# جاده می‌رقصد
جاده می‌رقصد نام دومین آلبوم استودیویی گروه چارتار است که در شهریور ۱۳۹۴ عرضه شد. «آرمان گرشاسبی» خواننده، «آرش فتحی» آهنگساز، «احسان حائری» ترانه سرا و «آیین احمدی‌فر» تنظیم کننده، از اعضای این گروه‌اند.

## فهرست آهنگ‌ها
متن همهٔ ترانه‌ها توسط احسان حائری نوشته و موسیقی همهٔ آنها توسط آرش فتحی ساخته شده‌است.
| شماره      | نام                   | مدت   |
| ---------- | --------------------- | ----- |
| ۱.         | «لیلاچه»              | ۳:۲۷  |
| ۲.         | «آسمان هم زمین‌می‌خورد» | ۳:۵۲  |
| ۳.         | «ببر»                 | ۳:۴۵  |
| ۴.         | «جاده می‌رقصد»         | ۳:۲۶  |
| ۵.         | «حضوری اتفاقی»        | ۴:۳۲  |
| ۶.         | «هیچ در هیچ»          | ۳:۳۱  |
| ۷.         | «من دهانم»            | ۳:۴۱  |
| ۸.         | «غزل نشد»             | ۲:۳۴  |
| ۹.         | «دریچه»               | ۳:۳۵  |
| مجموع مدت: | مجموع مدت:            | ۳۲:۳۹ |

## تیزر آلبوم
در شهریور ۹۴ تیزر آلبوم جاده می‌رقصد وارد شد که بخشی از موزیک ویدئو حضوری اتفاقی بوده است.

## میزان فروش
این آلبوم توانست در فاصله کمی پس‌از انتشار به صدر پرفروش‌ترین آلبوم‌های موسیقی کشور راه یابد به نحوی که تمام نسخه‌های تیراژ اول این آلبوم در کمتر از ۸ ساعت به فروش رسید که این آمار در نوع خود نوعی رکورد محسوب می‌شود. همچنین این آلبوم در فاصلهٔ چند روز پس‌از انتشار رکورددار فروش آنلاین در بین آلبوم‌های موسیقی شد.
به طوری این آلبوم پرفروش بوده است که به مدت یکماه در سایت بیپ تیونز و دیجی کالا به عنوان پرفروش‌ترین آلبوم میان سایر آلبوم‌های دیگر می‌درخشید.

## حاشیه‌ها
مراسم رونمایی از این آلبوم در کاخ نیاوران برگزار شد که به‌دلیل استقبال بیش از حد انتظار مخاطبان با بی‌نظمی‌های زیادی همراه بود. همچنین عده‌ای، از اقدام مسئولان کاخ نیاوران در همکاری با گروه چارتار انتقاد کردند.